# Jean-Jacques Gosso
Jean-Jacques Gosso Gosso (Abidjan, 15 maart 1983) is een Ivoriaans voormalig professioneel voetballer die doorgaans speelde als middenvelder. Tussen 2000 en 2017 was hij actief voor Stella Club, Wydad Casablanca, MS Asjdod, AS Monaco, Orduspor, Mersin İY, Gençlerbirliği en Göztepe. Gosso maakte in 2008 zijn debuut in het Ivoriaans voetbalelftal, waarin hij uiteindelijk tot drieëntwintig interlands zou komen.

## Clubcarrière
Gosso speelde in zijn vaderland voor Stella Club en in 2004 verkaste hij naar het Marokkaanse Wydad Casablanca, dat hij na twee jaar weer achter zich liet voor MS Asjdod in Israël. Het Franse AS Monaco pikte de middenvelder in 2008 op bij Ashdod; nadat hij een proefperiode doorlopen had, tekende hij voor drie jaar. In juli 2011 tekende de middenvelder voor drie jaar bij Orduspor. Via een periode bij Mersin İdman Yurdu kwam Gosso in de zomer van 2013 bij Gençlerbirliği terecht. Twee jaar later verkaste de Ivoriaan naar Göztepe, waar hij zijn handtekening zette onder een verbintenis voor de duur van drie seizoenen. Na het seizoen 2016/17 zette de Ivoriaan een punt achter zijn actieve loopbaan.

## Clubstatistieken
| Seizoen | Club               | Competitie  | Competitie | Competitie | Beker | Beker | Internationaal | Internationaal | Totaal | Totaal |
| Seizoen | Club               | Competitie  | Wed.       | Dlp.       | Wed.  | Dlp.  | Wed.           | Dlp.           | Wed.   | Dlp.   |
| ------- | ------------------ | ----------- | ---------- | ---------- | ----- | ----- | -------------- | -------------- | ------ | ------ |
| 2006/07 | MS Asjdod          | Ligat Ha'Al | 17         | 1          | 0     | 0     | —              | —              | 17     | 1      |
| 2007/08 | MS Asjdod          | Ligat Ha'Al | 27         | 1          | 0     | 0     | —              | —              | 27     | 1      |
| 2008/09 | AS Monaco          | Ligue 1     | 31         | 0          | 1     | 0     | —              | —              | 32     | 0      |
| 2009/10 | AS Monaco          | Ligue 1     | 8          | 0          | 2     | 0     | —              | —              | 10     | 0      |
| 2010/11 | AS Monaco          | Ligue 1     | 22         | 1          | 2     | 0     | —              | —              | 24     | 1      |
| 2011/12 | Orduspor           | Süper Lig   | 23         | 0          | 1     | 0     | —              | —              | 24     | 0      |
| 2012/13 | Mersin İdman Yurdu | Süper Lig   | 6          | 0          | 0     | 0     | —              | —              | 6      | 0      |
| 2013/14 | Gençlerbirliği     | Süper Lig   | 26         | 0          | 1     | 0     | —              | —              | 27     | 0      |
| 2014/15 | Gençlerbirliği     | Süper Lig   | 27         | 0          | 4     | 0     | —              | —              | 31     | 0      |
| 2015/16 | Göztepe            | 1. Lig      | 30         | 0          | 0     | 0     | —              | —              | 30     | 0      |
| 2016/17 | Göztepe            | 1. Lig      | 34         | 1          | 1     | 0     | —              | —              | 35     | 1      |
| Totaal  | Totaal             | Totaal      | 251        | 4          | 12    | 0     | 0              | 0              | 263    | 4      |

## Interlandcarrière
Gosso maakte zijn debuut in het Ivoriaans voetbalelftal op 19 november 2008. Op die dag werd een vriendschappelijke wedstrijd tegen Israël met 2–2 gelijkgespeeld. De vleugelspeler mocht van bondscoach Vahid Halilhodžić in de basis beginnen. In 2010 was hij met Ivoorkust actief op het WK in Zuid-Afrika, maar hij kwam tijdens het toernooi niet in actie.

## Erelijst
| Botola Pro | 1 | 2006 |